# Обст, Линда
Линда Розен Обст (англ. Lynda Rosen Obst; 14 апреля 1950, Нью-Йорк — 22 октября 2024, Лос-Анджелес) — американский кинопродюсер и писательница.

## Карьера
Линда окончила Помонский колледж в Клермонте, Калифорнии и затем изучала философию в аспирантуре в Колумбийском университет.
Позже она стала работать редактором в «The New York Times» до того как переехать в Лос-Анджелес со своим мужем Дэвидом Обстом. Начинает работать в «The Geffen Film Company» в качестве «девочки на побегушках». Её первым главным проектом стала разработка сценария, который в конечном счёте стал фильм «Танец-вспышка».
В 1986 году она сотрудничает с Деброй Хилл. Сотрудничество привело к созданию фильмов «Приключения приходящей няни», «Отель разбитых сердец» и «Король-рыбак», среди её других проектов.
Линда является продюсером фильма «Интерстеллар».

### Смерть
Обст умерла у себя дома в Лос-Анджелесе 22 октября 2024 года в возрасте 74 лет. На момент смерти у неё была хроническая обструктивная болезнь лёгких, поскольку она долгое время курила.

## Работы

### Фильмы
| - Танец-вспышка / Flashdance (1983) — ассоциированный продюсер - Приключения приходящей няни / Adventures in Babysitting (1987) — продюсер - Отель разбитых сердец / Heartbreak Hotel (1988) — продюсер - Король-рыбак / The Fisher King (1991) — продюсер - Неспящие в Сиэтле / Sleepless in Seattle (1993) — исполнительный продюсер - Плохие девчонки / Bad Girls (1994) — исполнительный продюсер | - Один прекрасный день / One Fine Day (1996) — продюсер - Контакт / Contact (1997) — исполнительный продюсер - Осада / The Siege (1998) — продюсер - Как отделаться от парня за 10 дней / How to Lose a Guy in 10 Days (2003) — продюсер - Изобретение лжи / The Invention of Lying (2009) — продюсер - Интерстеллар / Interstellar (2014) — продюсер |

### Телевидение
- Шестидесятые / The 60’s (1999) — исполнительный продюсер
- Красотки в Кливленде / Hot in Cleveland (2010—наст. время) — исполнительный продюсер
- Спираль / Helix (2014—наст. время) — исполнительный продюсер